# Copa Internacional 1927-30
La Copa Internacional 1927–1930 fue la primera edición de la competición. Italia se consagró campeón. Cabe indicar que dicha competición no fue oficial a pesar de participar las mejores selecciones en ese momento.

## Partidos

### Cuadro
|     | AUT | TCH | HUN | ITA | SUI |
| --- | --- | --- | --- | --- | --- |
| AUT |     | 0–1 | 5–1 | 3–0 | 2–0 |
| TCH | 2–0 |     | 1–1 | 2–2 | 5–0 |
| HUN | 5–3 | 2–0 |     | 0–5 | 3–1 |
| ITA | 0–1 | 4–2 | 4–3 |     | 3–2 |
| SUI | 1–3 | 1–4 | 4–5 | 2–3 |     |

### 1927
El torneo comenzó el 18 de septiembre de 1927 con el partido entre Checoslovaquia y Austria, con triunfo de los locales por 2-0. La semana siguiente, Austria fue nuevamente derrotada, esta vez ante Hungría en Budapest, con un marcador de 5-3.
El 23 de octubre, en Praga, el partido entre Checoslovaquia e Italia terminó con un empate 2-2. El último partido de 1927 ocurrió en Bologna entre Italia y Austria, ganando los visitantes por 1-0. En aquella ocasión, el equipo austriaco se quejó de que el árbitro no actuó con imparcialidad ni justicia.
| 18 de septiembre de 1927 | Checoslovaquia                       | 2:0 (1:0) | Austria | Stadion Strahov, Praga                                   |                                                          |
|                          | Podrazil 10' · Kratochvíl 55' (pen.) | Reporte   |         | Asistencia: 25 000 espectadores Árbitro(s): Josip Fabris | Asistencia: 25 000 espectadores Árbitro(s): Josip Fabris |

| 25 de septiembre de 1927 | Hungría                                      | 5:3     | Austria        | Üllői úti Stadion, Budapest                                         |                                                                     |
|                          | Holzbauer · Hirzer · Takács · Ströck · Kohut | Reporte | Siegl · Wesely | Asistencia: 28 000 espectadores Árbitro(s): Albert James Prince-Cox | Asistencia: 28 000 espectadores Árbitro(s): Albert James Prince-Cox |

| 23 de octubre de 1927 | Checoslovaquia         | 2:2 (1:1) | Italia            | Stadion Letná, Praga                                      |                                                           |
|                       | Svoboda 32' 51' (pen.) | Reporte   | Libonatti 28' 79' | Asistencia: 12 000 espectadores Árbitro(s): John Langenus | Asistencia: 12 000 espectadores Árbitro(s): John Langenus |

| 6 de noviembre de 1927 | Italia | 0:1 (0:1) | Austria         | Stadio Littoriale, Bolonia                                          |                                                                     |
|                        |        | Reporte   | Franz Runge 44' | Asistencia: 30 000 espectadores Árbitro(s): Albert James Prince-Cox | Asistencia: 30 000 espectadores Árbitro(s): Albert James Prince-Cox |

### 1928
El año comenzó con un triunfo de Italia sobre Suiza en Génova (3-2) y luego, el 25 de marzo en Roma, Italia logró derrotar a Hungría por primera vez en su historia (4-3). Cada jugador del equipo italiano recibió un premio de 24.000 liras. El 1 de abril, en Viena, Austria perdió por 0-1 ante Checoslovaquia; el 22 de abril, en Budapest, los checos perdieron por 2-0 frente a Hungría.
Luego de un receso que sirvió para permitir la participación de Italia y Suiza en los Juegos Olímpicos de Ámsterdam, el torneo regresó en el otoño. Italia derrotó a Suiza (3-2), mientras que Austria goleó por 5-1 a Hungría y le ganó 2-0 a Suiza. El año concluyó con la victoria de Hungría en territorio suizo, el 1 de noviembre, por 3-1.
| 1 de enero de 1928 | Italia                           | 3:2 (1:1) | Suiza            | Campo di Via del Piano, Génova                           |                                                          |
|                    | Libonatti 10' 58' · Magnozzi 68' | Reporte   | Abegglen 38' 60' | Asistencia: 28 000 espectadores Árbitro(s): Stanley Rous | Asistencia: 28 000 espectadores Árbitro(s): Stanley Rous |

| 25 de marzo de 1928 | Italia                                      | 4:3 (0:2) | Hungría                             | Stadio Nazionale, Roma                                            |                                                                   |
|                     | Conti 48' 75' · Rosetti 58' · Libonatti 85' | Reporte   | Kohut 13' · Hirzer 44' · Takács 76' | Asistencia: 32 500 espectadores Árbitro(s): Joseph "Peco" Bauwens | Asistencia: 32 500 espectadores Árbitro(s): Joseph "Peco" Bauwens |

| 1 de abril de 1928 | Austria | 0:1     | Checoslovaquia | Stadion Hohe Warte, Viena                                 |                                                           |
|                    |         | Reporte | Silny          | Asistencia: 50 000 espectadores Árbitro(s): John Langenus | Asistencia: 50 000 espectadores Árbitro(s): John Langenus |

| 22 de abril de 1928 | Hungría                       | 2:0 (1:0) | Checoslovaquia | Üllői úti Stadion, Budapest                              |                                                          |
|                     | Hirzer 17' (pen.) · Kohut 76' | Reporte   |                | Asistencia: 38 000 espectadores Árbitro(s): H. Van Praag | Asistencia: 38 000 espectadores Árbitro(s): H. Van Praag |

| 7 de octubre de 1928 | Austria                               | 5:1     | Hungría | Stadion Hohe Warte, Viena                                 |                                                           |
|                      | Gschweidl · Weselik · Wessely · Siegl | Reporte | Hirzer  | Asistencia: 40 000 espectadores Árbitro(s): Alfred Birlem | Asistencia: 40 000 espectadores Árbitro(s): Alfred Birlem |

| 14 de octubre de 1928 | Suiza                   | 2:3 (1:2) | Italia                           | Utogrund, Zúrich        |                         |
|                       | Abegglen 2' · Grimm 85' | Reporte   | Rosetti 17' 30' · Baloncieri 80' | Árbitro(s): Eugen Braun | Árbitro(s): Eugen Braun |

| 28 de octubre de 1928 | Austria               | 2:0     | Suiza | Stadion Hohe Warte, Viena                                         |                                                                   |
|                       | Johann Tandler (pen.) | Reporte |       | Asistencia: 38 000 espectadores Árbitro(s): Joseph "Peco" Bauwens | Asistencia: 38 000 espectadores Árbitro(s): Joseph "Peco" Bauwens |

| 1 de noviembre de 1928 | Hungría                | 3:1     | Suiza  | Üllői úti Stadion, Budapest                                |                                                            |
|                        | Strock · Turay · Kohut | Reporte | Weiler | Asistencia: 20 000 espectadores Árbitro(s): Albino Carraro | Asistencia: 20 000 espectadores Árbitro(s): Albino Carraro |

### 1929
El 3 de marzo de 1929, Italia derrotó a Checoslovaquia por 4-2, aunque cayó derrotado por 3-0 frente a los austriacos apenas un mes después, el 7 de abril en Viena. El 14 de abril, Hungría derrotó a Suiza 5-4, y los helvéticos cayeron una vez más ante los checos (4-1) el 5 de mayo. Ambos equipos triunfantes empataron entre sí (1-1) en un partido albergado en Praga el 8 se septiembre. El 6 de octubre, Checoslovaquia goleó a Suiza por 5-0, y el annus horribilis de los helvéticos continuó con una derrota ante Austria el 27 de octubre, en su propio estadio de Berna. A fin de año, con Suiza en último lugar tras perder sus ocho partidos, Austria y Checoslovaquia estaban empatados en el liderato con 10 puntos, seguidos por Italia y Hungría con 9 puntos cada uno.
| 3 de marzo de 1929 | Italia                               | 4:2 (2:2) | Checoslovaquia          | Stadio Littoriale, Bolonia                                   |                                                              |
|                    | Rossetti 26' 61' 80' · Libonatti 33' | Reporte   | Silný 18' · Svoboda 40' | Asistencia: 35 000 espectadores Árbitro(s): Henri Christophe | Asistencia: 35 000 espectadores Árbitro(s): Henri Christophe |

| 7 de abril de 1929 | Austria                       | 3:0 (3:0) | Italia | Stadion Hohe Warte, Viena                                           |                                                                     |
|                    | Horvath 19' 38' · Weselik 23' | Reporte   |        | Asistencia: 50 000 espectadores Árbitro(s): Albert James Prince-Cox | Asistencia: 50 000 espectadores Árbitro(s): Albert James Prince-Cox |

| 14 de abril de 1929 | Suiza                              | 4:5     | Hungría                                 | Wankdorfstadion, Berna                                   |                                                          |
|                     | Weiler · A. Abegglen · M. Abbeglen | Reporte | Widmer (a.g.) · Takács · Toldi · Hirzer | Asistencia: 19 000 espectadores Árbitro(s): Stanley Rous | Asistencia: 19 000 espectadores Árbitro(s): Stanley Rous |

| 5 de mayo de 1929 | Suiza           | 1:4 (0:2) | Checoslovaquia                         | Stade Olympique de la Pontaise, Lausana                 |                                                         |
|                   | M. Abbeglen 74' | Reporte   | Podrazil 22' · Silný 23' 85' · Puč 80' | Asistencia: 20 000 espectadores Árbitro(s): Eugen Braun | Asistencia: 20 000 espectadores Árbitro(s): Eugen Braun |

| 8 de septiembre de 1929 | Checoslovaquia | 1:1 (1:0) | Hungría    | Stadion Letná, Praga                                   |                                                        |
|                         | Svoboda 5'     | Reporte   | Kálmár 88' | Asistencia: 30 000 espectadores Árbitro(s): Paul Ruoff | Asistencia: 30 000 espectadores Árbitro(s): Paul Ruoff |

| 6 de octubre de 1929 | Checoslovaquia                                                | 5:0 (3:0) | Suiza | Stadion Letná, Praga                                      |                                                           |
|                      | Puč 17' 81' · Kratochvil 18' · Svoboda 36' · Junek 64' (pen.) | Reporte   |       | Asistencia: 17 000 espectadores Árbitro(s): John Langenus | Asistencia: 17 000 espectadores Árbitro(s): John Langenus |

| 27 de octubre de 1929 | Suiza    | 1:3     | Austria                         | Wankdorfstadion, Berna       |                              |
|                       | Passello | Reporte | Schall · Karl Stoiber · Horvath | Árbitro(s): Lauritz Andersen | Árbitro(s): Lauritz Andersen |

### 1930
El único partido programado para 1930 fue entre Hungría e Italia. El partido fue disputado el 11 de mayo de 1930 en Budapest, y se reportó que el entrenador de Italia, Vittorio Pozzo, llevó a sus jugadores a visitar los campos de batalla de la Primera Guerra Mundial antes de jugar el último y decisivo encuentro del torneo, en un intento de traer de vuelta recuerdos de su propia participación, hace apenas 13 años, de su batalla contra los soldados austrohúngaros. La aplastante victoria de su equipo por 5-0 les otorgó a Italia su primer título en el torneo.
| 11 de mayo de 1930 | Hungría | 0:5 (0:1) | Italia                                             | Üllői úti Stadion, Budapest                                       |                                                                   |
|                    |         | Reporte   | Meazza 17' 65' 70' · Magnozzi 72' · Costantino 84' | Asistencia: 40 000 espectadores Árbitro(s): Joseph "Peco" Bauwens | Asistencia: 40 000 espectadores Árbitro(s): Joseph "Peco" Bauwens |

## Clasificación Final
| Pos. | Equipo         | Pts. | PJ | PG | PE | PP | GF | GC | Dif. |
| ---- | -------------- | ---- | -- | -- | -- | -- | -- | -- | ---- |
| 1.º  | Italia         | 11   | 8  | 5  | 1  | 2  | 21 | 15 | 6    |
| 2.º  | Austria        | 10   | 8  | 5  | 0  | 3  | 17 | 10 | 7    |
| 3.º  | Checoslovaquia | 10   | 8  | 4  | 2  | 2  | 17 | 10 | 7    |
| 4.º  | Hungría        | 9    | 8  | 4  | 1  | 3  | 20 | 23 | −3   |
| 5.º  | Suiza          | 0    | 8  | 0  | 0  | 8  | 11 | 28 | −17  |

|  | Campeón |

| Copa Internacional 1930 Campeón |
| ------------------------------- |
| Italia 1º Título                |